# Спонсон

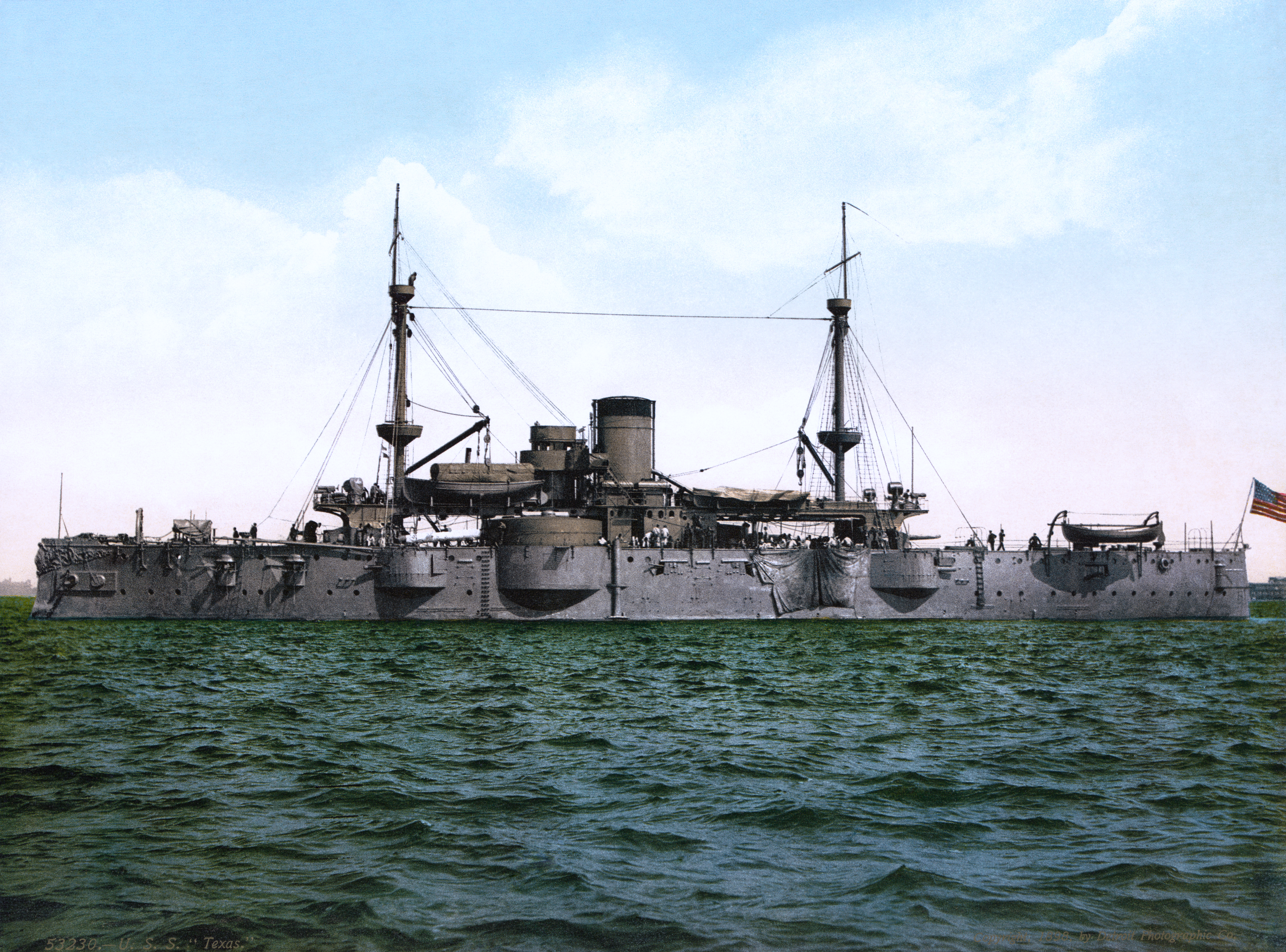
Броненосець USS Texas зі спонсонами, оснащеними гарматами

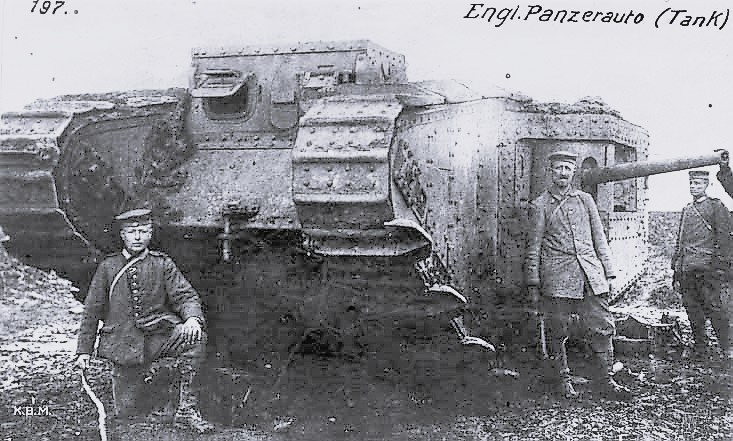
Спонсон на танку Mark II

Спо́нсон (англ. sponson, можливо, від expansion — «розширення») — виступ ззовні борту корабля.
Спонсон — ділянка верхньої палуби судна, що виступає за лінію борту. У спонсонах, що являли собою продовження назовні казематів броненосних кораблів, розміщували гармати (як правило, допоміжного калібру) та інше озброєння. Зараз спонсони характерні для авіаносців, в яких за їх рахунок досягається необхідна ширина злітно-посадкової палуби.
Спонсони використовувалися для розміщення гармат у перших англійських танків (Mark I — Mark VIII) та американського M3 Lee.
Також спонсоном називається насадка на дно глісуючого судна, що утворює додаткову тримальну поверхню. Застосовується на високошвидкісних суднах, наприклад, глісерах, коли необхідно забезпечити стійкість руху при відносно невеликому навантаженні. Спонсонами також називають бортові поплавки гоночних моторних катамаранів.